# Mangrovepart

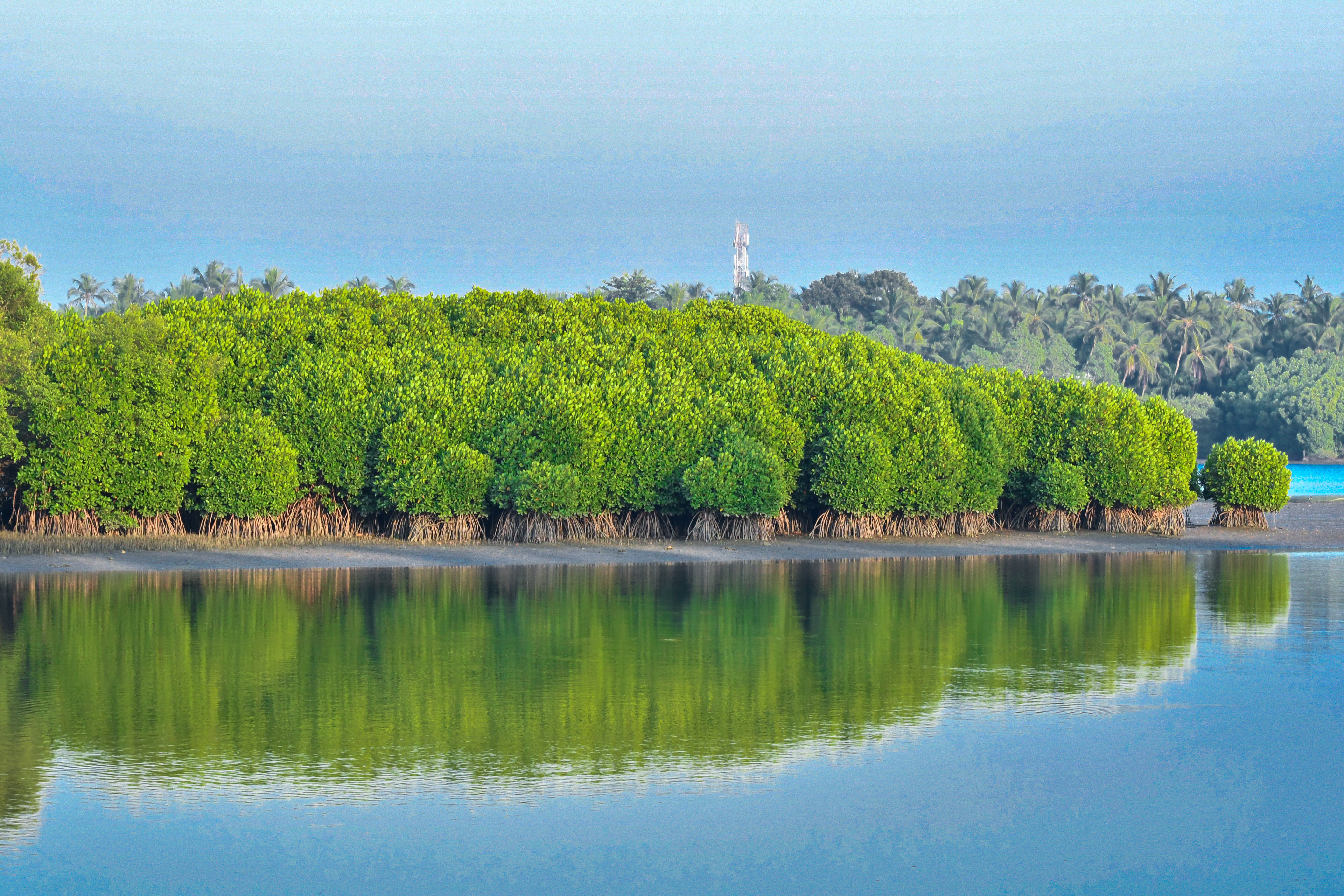
Mangrovepart Kannurnál (India, Kerala állam)

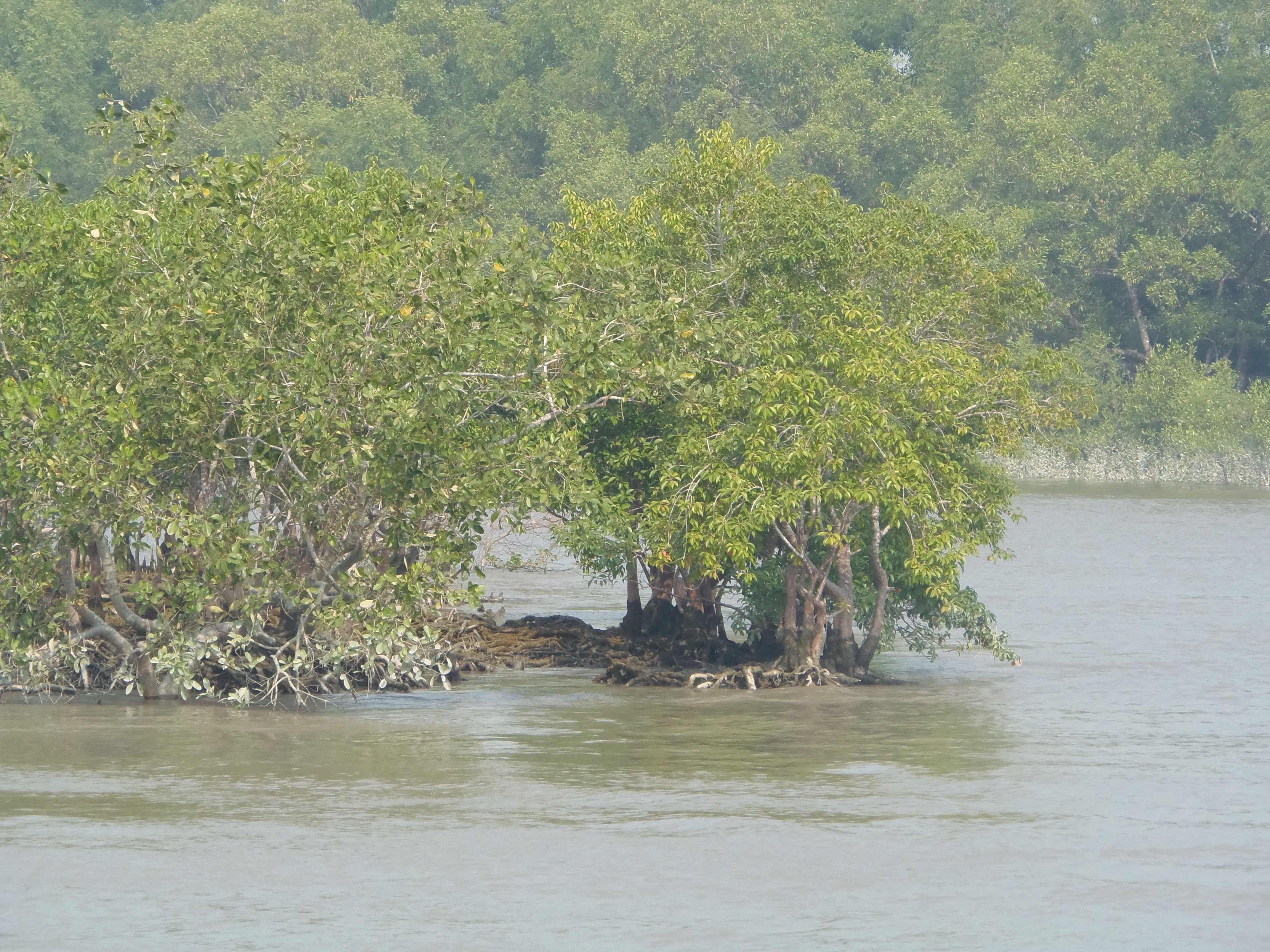
Mangrovepart apály idején (a dagály teljesen elborítja a gyökereket)

A mangrovepart a trópusi tengerpart olyan szakasza, amelyen mangroveerdő nő.

## Felépítése, megjelenése
Jellemzően folyók torkolatainál alakul ki vagy olyan egyéb helyeken, amelyeket valami véd a túl erős hullámveréstől és a vihardagályoktól. Jellemzően ilyen védelemek a turzások és a szigetsorok. A partvédő elem és a part között jellemzően lagúna alakul ki. A lapos, homokos partot rendszerint öblök tagolják.
Típusosan ilyen jellegűek:
- Afrikában Alsó- és Felső-Guinea partjai,
- Észak-Amerikában Florida partjai,
- Észak-Ausztrália partvidékének nagy szakaszai stb.

## Növényzete
Növényzete a mangroveerdő. A sűrűn növő, alacsony fákat a dagály rendszeres elöntésének ellenálló támasztó- és légzőgyökerek kusza fonadéka rögzíti az iszapba. Mivel ez a sűrű szövedék gátolja a hordalékmozgást, a folyami hordalék megakad, és lerakódik a gyökerek között. Ettől a mangroveerdő talaja feltöltődik, és a part gyorsan nyomul előre a tengerbe.

## Állatvilága
Speciálisan itt élnek a mangroverákok (Goniopsis cruentata).